# Хайдар паша джамия
Селвили Хайдар паша джамия или Хайдарпашината джамия (на македонска литературна норма: Ајдар, Хајдар Паша џамија, Айдарпашина Џамија; на турски: Haydar Paşa Camii; на албански: Xhamia e Hajdar Pashës) е средновековен мюсюлмански храм, намиращ се в град Охрид, Северна Македония. Сградата е обявена за важно културно наследство на Северна Македония.

## Местоположение
Джамията е разположена на стария път за Струга, в махалата Воска, на днешната улица „Гоце Делчев“, и е най-старата в Охрид.

## История
Според надписа на входа на джамията, тя е построена в 1456 година, а според надписа на надгробната плоча на Хайдар паша, датата е 976 от хиджра или 1567 – 1568 година – смята се, че това е и датата на изграждане на храма. В XIX век в джамията има медересе – ислямско духовно училище. За съществуването на храм от XV век (1456) свидетелстват видимите остатъци от архитектура на югозападната стена – вероятно първоначално джамията е била куполна сграда, типична за класическата османска архитектура от века.
На 22 март 1968 година Хайдар паша джамия е обявена за паметник на културата.

## Архитектура
Джамията има правоъгълна основа. Покривът ѝ е на четири води с керемиди, а от вътрешната страна има сляп купол. Минарето е на западната страна и в него се влиза от вътрешността – тези характеристики са типични за джамийната архитектура от ΧΙΧ век. В южния ъгъл на вътрешността е новият циментов минбар. Михрабът е на средата на югоизточната стена, а махвилът – галерията, на бетонни стълбове захваща цялана северозападна страна. В купола има калиграфски изписани стихове от Корана, геометрични и флорални орнаменти. Такива има и при изписаните лехви на североизточната, югоизточната и югозападната стена между горния ред прозорци. Осветлението става през прозорци с формата на прекършена дъга и разположени на всяка стена в два реда. Първоначалният трем е присъединен към молитвеното пространство и там се оформил новият махвил. Изграден е нов затворен трем. На югозападната страна на храма има тюрбе с правоъгълна основа, размери 6,65 м х 4,00 m, и покрив на четири води. В него има три гроба, от които един е на Хайдар паша.
Градежът на храма е в опус клоазоне – обработени каменни блокове, обрамчени с три реда хоризонтално поставени тухли и по две тухли поставени вертикално между всеки от каменните блокове. Така е изградено и тюрбето.
В двора на джамията има много надгробни паметници.